# Ishtar (banda)
Ishtar es un grupo de música folclórica belga que representó a Bélgica en el Festival de la Canción de Eurovisión 2008 con la canción "O Julissi", cantada en un idioma imaginario. Compitieron en la primera semifinal el 20 de mayo de 2008.

## Festival de Eurovisión
Representaron a Bélgica con una canción propia "O Julissi". La página del grupo proclama que la letra de la canción pertenece a un idioma imaginario. Hay, sin embargo, una cierta similitud con el ucraniano, en particular, la primera frase en la que se entiende en ucraniano "Ой у лісі на ялині", que significa "Oh, en el bosque en un abeto". La canción de estilo música folclórica representó a Bélgica en las semifinales del Festival de Eurovisión de 2008, celebrado en Belgrado el 20 de mayo, pero no consiguió pasar a la final. La canción fue lanzada como single el 14 de marzo de 2008, y entró en las listas de éxitos belgas en el número 7. En la segunda semana encabezó la lista de éxitos.
La canción de Ishtar fue elegida tras ganar la final belga para seleccionar a la representante en el Festival de Eurovisión de 2008. Ishtar, hasta entonces una banda desconocida, derrotó a artistas más conocidos como Sandrine y Brahim.

## Componentes de la banda
- Soetkin Baptist
- Michel Vangheluwe
- Ann Vandaele
- Marleen Vandaele
- Els Vandaele
- Hans Vandaele
- Lode Cartrysse
- Frank Markey
- Korneel Taeckens
- Karel Vercruysse